# Мамонтов, Юрий Павлович
Юрий Павлович Мамонтов (род. 11 мая 1949, Анжеро-Судженск, Кемеровская область) — российский государственный и общественный деятель, учёный.

## Биография
Родился 11 мая 1949 года в Анжеро-Судженске Кемеровской области. В 1971 году окончил Калининградский технический институт рыбной промышленности и хозяйства по специальности «Ихтиология и рыбоводство» и в 1989 — Академию народного хозяйства при Совете Министров СССР.
Работал на руководящих должностях в Минрыбхозе СССР, главным специалистом Государственной комиссии по продовольственным закупкам при Совете Министров СССР. С 1994 по 2012 год работал первым заместителем председателя Ассоциации ГКО рыбного хозяйства (Росрыбхоз). В 2013—2014 годах занимал должность генерального директора ФГУП «Всероссийский НИИ пресноводного рыбного хозяйства».
Основными его задачами в рыборазведении являются совершенствование биотехнологии воспроизводства различных ценнейших видов рыб: осетровых, сиговых, лососевых и других для зарыбления внутренних водоёмов, пополнения рыбных запасов, в том числе видов рыб, занесённых в Красную книгу, обитающих в естественных водоемах и реках, товарное выращивание осетровых, форели, создание новых пород и т. д. Разрабатываются новые технологические методы и подбор ихтиофауны для любительского и спортивного рыболовства.
Ю. П. Мамонтов активно занимается научной деятельностью в области аквакультуры. В 1997 он успешно защитил кандидатскую, а в 2001 — докторскую диссертации. Автор более 120 научных публикаций, включая книги, монографии и авторские свидетельства на изобретения. В 2003 за разработку научных основ промышленного освоения технологий искусственного разведения и товарного выращивания осетровых рыб присвоено звание «Лауреат премии Правительства Российской Федерации в области науки и техники».
Награждён медалями «300 лет Российскому флоту», «В память 850-летия Москвы», медалью ордена «За заслуги перед Отечеством» II степени, нагрудным знаком «Почётный работник рыбного хозяйства России», «Орденом Дружбы» Китайской Народной республики и другими наградами.
В 2010 году за заслуги в области рыбного хозяйства Указом Президента Российской Федерации Ю. П. Мамонтову присвоено почетное звание «Заслуженный работник рыбного хозяйства Российской Федерации».
Занимает должность председателя Ассоциации рыбохозяйственных предприятий (объединений) внутренних водоемов и аквакультуры (Рыбхозассоциация).